# USS Oklahoma (BB-37)
L'USS Oklahoma (BB-37) est un cuirassé de la marine américaine de la classe Nevada. Pendant l'attaque de Pearl Harbor, le 7 décembre 1941, l'USS Oklahoma fut frappé par cinq torpilles et chavira.

## Pearl Harbor
Lors de l'attaque de Pearl Harbor, le cuirassé se trouve à couple du USS Maryland en tête du groupe des cuirassés (500 m devant lui se trouve le USS California isolé). Dès le début de l'attaque, il encaisse trois torpilles dont l'explosion provoque l'extinction des lumières. L'alerte est aussitôt donnée et c'est le commander Kenworthy, second, qui prend le commandement en l'absence du captain Bode, à terre. Deux torpilles touchent le navire à bâbord ce qui lui fait prendre de la gîte de ce côté. C'est la confusion, les canonniers vont à leurs postes tandis que, pour se protéger, les hommes vont dans les entrailles du navire, ce qui leur sera fatal. La gîte atteint très vite 45°. Cela contraint le capitaine Kenworthy à ordonner l'évacuation mais 1 000 hommes sont à l'intérieur de l’Oklahoma et s'en sortir à temps sera difficile. Surtout que la gîte provoque la chute d'objets à l'intérieur comme les obus de 800 kilos qui écrasent tout sur leur passage. Sur les ponts, et bientôt sur la coque côté tribord qui devient accessible, les avions japonais rasent le cuirassé en le mitraillant. Alors que certains veulent rentrer pour se protéger, d'autres veulent sortir pour ne pas être pris au piège lorsque le bateau chavirera. C'est la confusion et bientôt la panique aux abords des échelles où l'on se bat furieusement. D'autres n'ont pas eu le temps de sortir. Dans une tourelle de 356 mm, l'enseigne Flaherty et ses hommes attendent que l'eau finisse de tous les engloutir, ils sont prisonniers. Mais l'enseigne ordonne au matelot Seaman de prendre la lampe si elle est encore utilisable. Ce dernier s'exécute et la trouve. Il réussit à trouver la porte et tous s'en sortent sauf les deux sans lesquels ils seraient tous morts. En effet, au moment où Seaman et Flaherty doivent sortir, la bulle d'air disparaît et ils périssent noyés.
Trois minutes après les premières torpilles, deux autres frappent le navire qui atteint une gîte de 60°, point de non-retour : le chavirement est inexorable. Sous la direction du matelot Curry, certains mécaniciens sortent par une manche à air avant de se heurter à un officier qui leur ordonne de regagner leur poste en leur assurant que l’Oklahoma étant un cuirassé, il ne peut chavirer. Cela est bien sûr complètement faux, des cuirassés ont coulé après avoir reçu une torpille, l’Oklahoma en a reçu 5. Le cuirassé continue donc de se retourner sous les yeux des marins de l'île de Ford et ceux d'autres navires, qui contemplent horrifiés la fin du navire. Après 8 minutes, seule la carène émerge, le bateau a touché le fond peu profond dans la rade. Les hommes sur le pont plongent et nagent pour ne pas se faire écraser par le navire. D'autres marins s'échappent par les hublots tribord, au moins une dizaine avant que l'eau n'engloutisse les compartiments. C'est à cette vision que l'amiral Husband Kimmel comprend que sa flotte est en train de subir un désastre. Pendant ce temps, dans les entrailles du navire, 400 hommes sont encore bloqués dans des poches d'air.
Peu avant la deuxième vague d'attaque, des hommes sont encore sur la partie émergée du cuirassé, ils refusent de plonger probablement parce qu'ils ne savent pas nager. D'autres à l'intérieur frappent les coques et des sauveteurs les entendent. Ces derniers se hâtent de chercher des chalumeaux pour secourir les prisonniers. Bien sûr, durant la deuxième attaque, les japonais délaissent l’Oklahoma, qui est déjà irrécupérable, pour se concentrer sur d'autres navires. Cela facilite grandement le travail des sauveteurs. Mais il y a sûrement des poches d'air à l'intérieur qui disparaissent et des hommes qui périssent dans d'atroces conditions après une longue attente. Ils sont trente dans l'infirmerie à marcher sur le plafond. Il y a cependant un hublot mais de 30 cm de diamètre. Un homme trop corpulent échoue à passer et c'est le matelot Murphy qui, après deux tentatives, réussit à passer. Heureusement, le hublot donne non pas sur un local mais sur la mer et il peut rejoindre la surface. Une vedette le recueille et après quelques secondes, le temps de se remettre, il prévient les sauveteurs qu'il y a d'autres survivants. 20 hommes le rejoindront mais 9 autres d'une corpulence trop importante ne pourront pas passer et finiront par mourir. D'autres sont bloqués. Les sauveteurs ouvrent des passages dans la coque où ils tentent de retrouver des survivants. Certains sont morts asphyxiés, d'autres noyés. Le matelot Weisman, qui fait partie d'un groupe de 30 hommes, réussit en passant par le pont à rejoindre la surface où il indique aux sauveteurs la route à suivre pour sauver ses camarades qui s'abandonnent au désespoir croyant Weisman mort. À 7 h du matin lundi, 10 sont retrouvés vivants, les autres sont morts asphyxiés. 8 hommes sont secourus au bord de l'asphyxie à l'arrière au niveau du servo-moteur, 33 h après l'attaque. Le capitaine Kenworthy décide de stopper les recherches et deux mois après, lors du renflouement, on retrouvera des corps de marins ayant survécu pour certains durant 19 jours avant de périr. L'ensemble des brèches aura une longueur de 40 m sur 4 ou 5 m de haut. Cela avait provoqué l'écrasement du quatrième pont par les trois autres où des incendies se sont déclarés. Des cadavres seront retrouvés brûlés ou écrasés. Les ouvriers refuseront de travailler et seuls des volontaires aideront au renflouage, pour certains des rescapés de l'attaque. Seuls 40 survivants bloqués réussiront à sortir. Le bilan sera de 415 morts et 32 blessés sur 1 354 hommes d'équipage.

## Renflouage

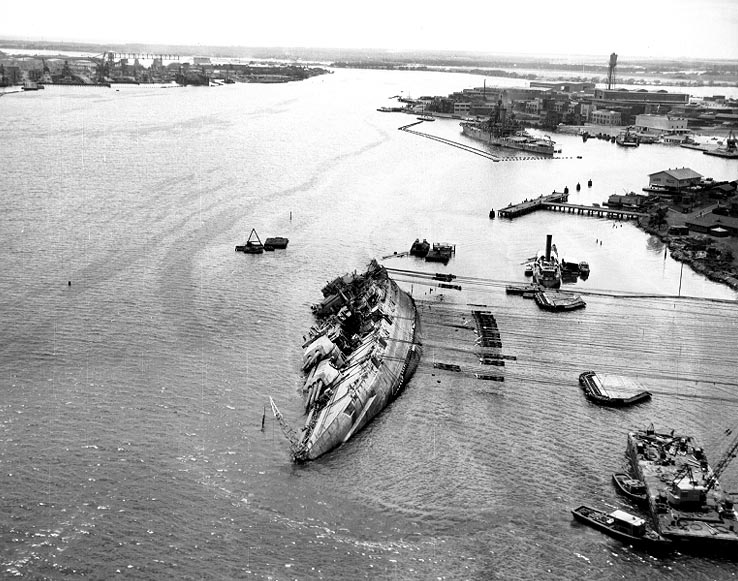
Renflouage de l'Oklahoma, printemps 1943.

Comme la plupart des cuirassés coulés à Pearl Harbor, l’Oklahoma fut renfloué en 1943. Déclassé en 1944, il fut débarrassé de ses canons et de sa superstructure et vendu à un ferrailleur. Il coula le 17 mai 1947 pendant son remorquage vers San Francisco.